# دونکینو
دونکینو (به لاتین: Donkino) یک منطقهٔ مسکونی در بلغارستان است که در تریاونا واقع شده‌است.